# Mkmf
mkmf (englisch make makefile) ist ein Computerprogramm zum Erstellen von Makefiles. Grundlage des erzeugten Makefiles ist entweder eine besondere Vorlage oder ein vorhandenes Makefile. Die wichtigste Funktion ist das Eintragen der Dateinamen von Sourcen und Objekten aus dem Arbeitsverzeichnis und die Ermittlung der in diese Dateien eingefügten Header-Dateien. 
mkmf wurde an der University of California, Berkeley entwickelt. 
In Ruby wird mkmf standardmäßig bei der Erstellung von Erweiterungsmodulen verwendet (z. B. in der Debian-Distribution ist mkmf im Paket ruby1.8-dev enthalten).
Bei Lattice C heißt das entsprechende Programm mkmk.